# Comuna Boteni, Argeș
Boteni este o comună în județul Argeș, Muntenia, România, formată din satele Balabani, Boteni (reședința), Lunca și Mușcel.

## Așezare
Comuna se află în marginea nord-estică a județului, la limita cu județul Dâmbovița, pe malurile Argeșelului. Este străbătută de șoseaua națională DN73D, care o leagă spre sud de Hârtiești, Vulturești, Davidești, Mioveni și Mărăcineni (unde se termină în DN73) și spre nord de Mioarele și Valea Mare-Pravăț (unde se termină în DN72A). La Boteni, din acest drum se ramifică șoseaua județeană DJ737, care duce spre nord-vest la Mioarele și Câmpulung (unde se termină în DN73).

## Demografie
Componența etnică a comunei Boteni
     Români (95,46%)
     Alte etnii (0,57%)
     Necunoscută (3,97%)
Componența confesională a comunei Boteni
     Ortodocși (94,38%)
     Alte religii (1,04%)
     Necunoscută (4,58%)
Conform recensământului efectuat în 2021, populația comunei Boteni se ridică la 2.116 locuitori, în scădere față de recensământul anterior din 2011, când fuseseră înregistrați 2.495 de locuitori. Majoritatea locuitorilor sunt români (95,46%), iar pentru 3,97% nu se cunoaște apartenența etnică. Din punct de vedere confesional, majoritatea locuitorilor sunt ortodocși (94,38%), iar pentru 4,58% nu se cunoaște apartenența confesională.

## Politică și administrație
Comuna Boteni este administrată de un primar și un consiliu local compus din 11 consilieri. Primarul, Vasile Leau[*], de la Partidul Social Democrat, este în funcție din 2004. Începând cu alegerile locale din 2024, consiliul local are următoarea componență pe partide politice:
|  | Partid                          | Consilieri | Componența Consiliului | Componența Consiliului | Componența Consiliului | Componența Consiliului |
|  | ------------------------------- | ---------- | ---------------------- | ---------------------- | ---------------------- | ---------------------- |
|  | Partidul Social Democrat        | 4          |                        |                        |                        |                        |
|  | Alianța Dreapta Unită           | 3          |                        |                        |                        |                        |
|  | Partidul Național Liberal       | 2          |                        |                        |                        |                        |
|  | Alianța pentru Unirea Românilor | 2          |                        |                        |                        |                        |

## Istorie
La sfârșitul secolului al XIX-lea, comuna făcea parte din plasa Argeșelul a județului Muscel și era formată din satele Pământeni, Gogorani, Vârtopol, Câmpșorul, Balabani, Linia și Luncani, având în total 1563 de locuitori ce trăiau în 348 de case. În comună funcționau o biserică și o școală cu 61 de elevi (dintre care o fată). Anuarul Socec din 1925 consemnează comuna ca reședință a plășii Argeșelul, având 2161 de locuitori în satele Balabani și Boteni.
În 1950, comuna a fost transferată raionului Muscel din regiunea Argeș. În 1968, a trecut la județul Argeș, în alcătuirea actuală.

## Monumente istorice
În comuna Boteni se află crucea de piatră de pe valea Hobăii, monument istoric memorial sau funerar de interes național, aflat la 4 km de satul Boteni și datând de la 1656. În rest, singurul obiectiv din comună inclus în lista monumentelor istorice din județul Argeș ca monument de interes local este casa Gheorghe Duțescu (începutul secolului al XX-lea) de la numărul 333 din satul Boteni.

## Personalități locale
- Petre Țuțea (1902-1991), autor, eseist, economist, filosof, jurist, doctor în drept, politician și publicist român s-a născut în comuna Boteni. De asemenea, a fost înmormântat la Boteni.[12]

„ Este dus de la București la Boteniul natal cu o mașină care transporta morcovi. Înmormântarea are loc în ziua Sfîntului Nicolae, drumul spre locul de veci făcîndu-l într-un car tras de boi. Cei prezenți la înmormântare susțin că nici măcar nu erau boi. Erau vaci. Slujba de înmormântare a fost făcută după rit ortodox, Petre Țuțea fiind înmormântat în cimitirul ortodox al comunei Boteni.

Într-un interviu, publicat postum, în „România Liberă”, Petre Țuțea afirma :
<<Am lăsat o cerere la Uniunea Scriitorilor să fiu înmormântat la Blaj, în Mica Romă a lui Eminescu. Am plătit slujba, clopotele, locul. Acu – sigur că la Blaj pot să fiu înmormântat și lângă gard, că-i pământ sacru acolo ... Eu sunt legat de Blaj prin concepția mea panlatină a culturii române”.>> ”